# Gare de Grisy-Suisnes
Gare de Grisy-Suisnes vasútállomás Franciaországban, Grisy-Suisnes településen.

## Vasútvonalak
Az állomást az alábbi vasútvonalak érintik:
- Paris-Bastille-Marles-en-Brie-vasútvonal

## Kapcsolódó állomások
A vasútállomáshoz az alábbi állomások vannak a legközelebb: